# サイマー運河

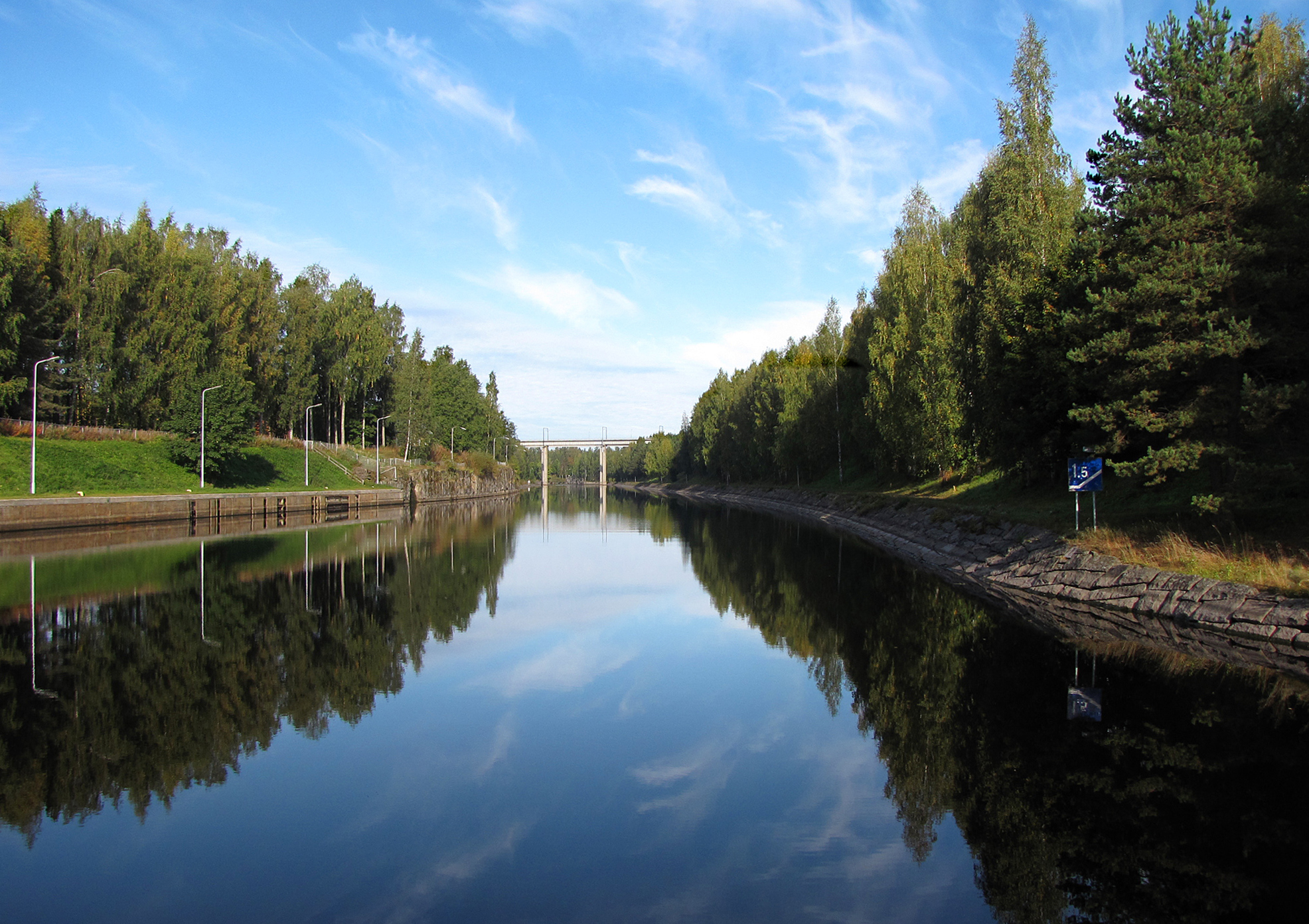
サイマー運河

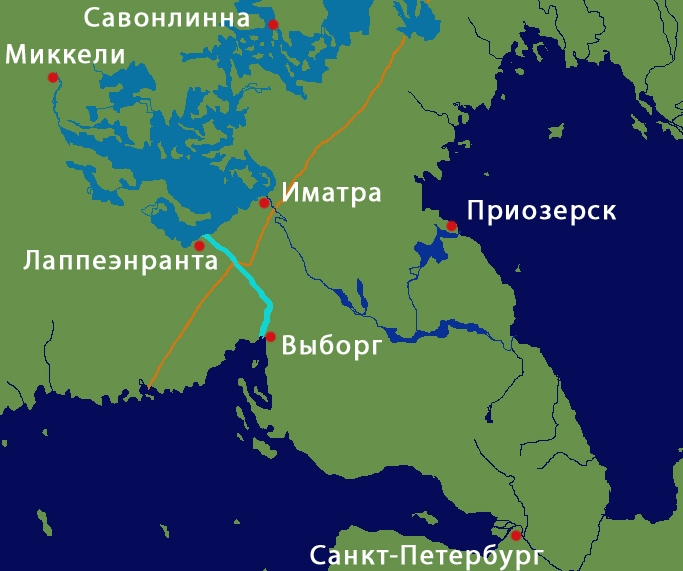
水色の線がサイマー運河。ヴィボルグ（Выборг）付近は自然の水路を含む。

サイマー運河（サイマーうんが、ロシア語: Сайменский канал、フィンランド語: Saimaan kanava、スウェーデン語: Saima kanal）は、フィンランドのサイマー湖とフィンランド湾沿いのヴィボルグ（ロシア）を結ぶ運河である。1845年から建設が始まり、1856年9月7日（旧暦の8月26日）に開通した。1963年から1968年には、拡幅工事が行われた。
フィンランド南央部から南東部にかけての一帯（フィンランド湖水地方）では、120以上の湖が運河や水路で結ばれている。サイマー湖の水深の深い水路（公式の吃水は4.2m）の総延長は814kmあり、中部フィンランドのクオピオにまで達している。

## レイアウト
運河は、フィンランド・ラッペーンランタ近郊（北緯61度04分43秒 東経28度16分24秒 / 北緯61.078569度 東経28.273444度）からロシア・ヴィボルグ近郊（北緯60度48分38秒 東経28度44分13秒 / 北緯60.810599度 東経28.736984度）まで通じていて、サイマー湖とヴィボルグ湾が結ばれている。その途中のフィンランド・ロシア国境にはヌイヤマー（Nuijamaa）湖があり、ロシア内には小さな湖が3つある。

### 諸元
- 全長 — 42.9km （ロシア側が19.6km、フィンランド側が23.3km）
- 幅　 — 34-55m
- フィンランド湾とサイマー湖の高低差 — 75.7m
- 航行可能な船舶の大きさ
  - 全長：82.0m
  - 船幅：12.2m
  - 吃水：4.35m
  - 最大マスト高：24.5m

### 閘門
フィンランド側には3基の閘門がある。
- Mälkiä
- Mustola
- Soskua

ロシア側には5基の閘門がある。
- Pälli (北緯60度54分26秒 東経28度36分55秒 / 北緯60.907227度 東経28.615179度)
- Ilistoe (北緯60度53分36秒 東経28度37分22秒 / 北緯60.893306度 東経28.622904度)
- Cvetotchnoe (北緯60度52分55秒 東経28度39分03秒 / 北緯60.881817度 東経28.650756度)
- Iskrovka (北緯60度49分56秒 東経28度44分12秒 / 北緯60.832155度 東経28.73661度)
- Brusnitchnoe (北緯60度48分38秒 東経28度44分14秒 / 北緯60.810667度 東経28.737316度)

高低差は、マルキア（Mälkiä）閘門が最大で12.4m、Cvetotchnoe 閘門が最少で5.5mである。

### 橋梁
運河と交差する橋は次の通り。
- 道路橋 12基
  - フィンランド側に6基あり、うち3基は可動式
  - ロシア側に6基あり、うち4基は可動式
- 鉄道橋 2基（両国に1基ずつ）いずれも固定

## 歴史
サイマー運河は、ラッペーンランタとヴィープリ（現在のロシア・ヴィボルグ）の間に1856年に建設された。当時は両都市ともロシア帝国下のフィンランド大公国にあった。
1940年のモスクワ講和条約でカレリア地峡とヴィボルグがソビエト連邦に割譲されたため、運河は分断され通航できなくなった。
ロシア側の運河地帯とマリー・ヴィソツキー島をフィンランドが50年間租借する条約が1963年に結ばれた。フィンランドにより運河の拡幅工事が行われ、1968年から運行が開始された。全長は42.9kmである。
2013年以降の租借については、2008年に年間の租借料を29万ユーロから122万ユーロに引き上げることを条件に、さらに50年間継続することで合意した（租借料は10年ごとに見直し予定）。